# Karl Andreas Berthelen

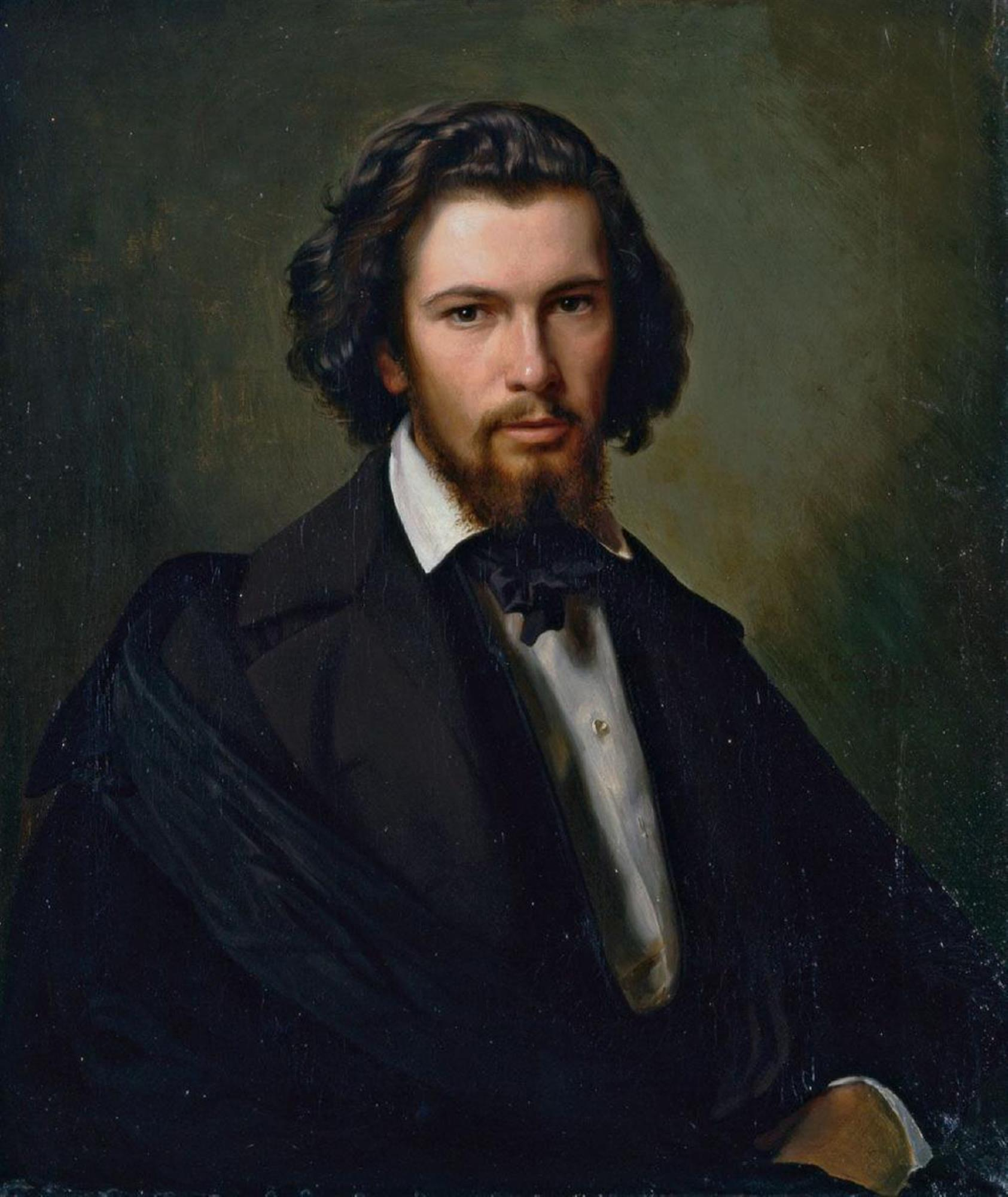
Karl Andreas Berthelen als Student der Medizin, 1846, Gemälde von Julius Roeting

Karl Andreas Berthelen, Vorname auch in der Schreibweise Carl (* 5. April 1822 in Dresden; † 23. November 1906 in Hameln), war ein deutscher Arzt, Parapsychologe sowie Impfgegner.

## Leben
Berthelen war Sohn des Dresdner Arztes und Stadtchirurgen Andreas Christoph Berthelen und dessen Ehefrau Friederike. Er besuchte die Kreuzschule in Dresden und studierte Medizin an der Universität Leipzig. 1843 gewann er den Wettbewerb zu einer Preisaufgabe seiner medizinischen Fakultät. 1846 promovierte er dort mit dem Thema De hypochondriasis origine. 1848 erwarb er das Dresdner Bürgerrecht. 1850 gründete er in Wachwitz bei Dresden eine private Heilanstalt für Nervenkranke und für gymnastisch-orthopädische Behandlungen. Von 1860 bis 1880 praktizierte er in Zittau. Später findet sich sein Name in Verbindung mit Lohmen bei Pirna und mit Loschwitz bei Dresden.
Gemeinsam mit anderen Ärzten stellte er sich gegen die damalige Auffassung, Impfungen gegen Seuchen, etwa Pocken, vorzunehmen. Als einer der bekanntesten Opponenten der Impfpflicht übernahm er zeitweise den Vorsitz des Impfzwanggegner-Vereins zu Dresden. Auch sprach er sich gegen die Vivisektion von Tieren aus. Zittau, Berthelens Wirkungsort in den 1860er und 1870er Jahren, und das Umland von Dresden, Berthelens Wirkungsort in den 1880er Jahren, bildeten im 19. Jahrhundert geografische Schwerpunkte der Impfgegnerschaft im Königreich Sachsen. 1891 wurde er von der Strafkammer des Landgerichts Dresden zu einer zweijährigen Gefängnisstrafe verurteilt, weil er in sechs Fällen gesunden Kindern Impfbefreiungsscheine ausgestellt hatte.
Sein ausgeprägtes Interesse galt der Parapsychologie. Auf diesem Gebiet trat er 1864 durch die Schrift Die Klopf- und Spukgeister zu Oderwitz und Herwigsdorf bei Zittau in Erscheinung. Ein Versuch, zusammen mit dem Spiritisten Gottlieb Dämmerung aus Wien im Jahr 1865 eine „Zeitschrift für Odwissenschaft und Geisterkunde“, genannt „Psyche“, herauszugeben, scheiterte bereits nach wenigen Heften. Weltanschaulich hing Berthelen einem pietistisch geprägten Chiliasmus an und suchte diesen mit den sozialreformerischen Ideen des französischen Spiritisten Allan Kardec zu verbinden. Einige Jahre vor seinem Tod wandte er sich gänzlich von der Schulmedizin ab und widmete sich verstärkt der Homöopathie in Verbindung mit der Naturheilkunde.
Berthelen starb im November 1906 beim Besuch seines Sohnes in Hameln. Bücher aus seinem Besitz gelangten in die Sammlung von Alexander von Bernus.

## Schriften (Auswahl)
- Die Klopf- und Spukgeister zu Oderwitz und Herwigsdorf bei Zittau. Theodor Haffner, Großenhain 1864.[19]
  - Geschichtliche Parallelen und Belege zu den Klopf- und Spukgeistern etc. Anhang, 1865.
- als Redakteur: Psyche. Deutsche Zeitschrift für Odwissenschaft und Geisterkunde. 1865–1866.[20][21]
- als Mitarbeiter: Gesundheitswacht. Zeitschrift für Gesundheitslehre, Natur- und Heilkunde. 1876–1877.
- als Mitarbeiter: Zeitschrift für volksverständliche Gesundheitspflege, Heil- und Lebensweise. 1877–1878.